# Союз-31
«Союз-31» — пилотируемый космический полет транспортного пилотируемого космического корабля Союз на орбитальную станцию Салют 6. Это был третий космический полет организованный в рамках международной программы космических Интеркосмос и первый с участием космонавта гражданина ГДР.

## Параметры полёта
- Масса аппарата — 6,8 т.
- Наклонение орбиты — 51,64°
- Период обращения — 88,81 (91,4) мин.
- Перигей — 196,8(342,7) км.
- Апогей — 259,9(360,2) км.

## Экипаж старта
- Командир — Быковский, Валерий Фёдорович (3)
- Космонавт-исследователь — Йен, Зигмунд Вернер Пауль (нем. Sigmund Jähn) (1) (ГДР)

## Дублирующий экипаж
- Командир — Горбатко, Виктор Васильевич
- Космонавт-исследователь — Кёльнер, Эберхард (нем. Köllner, Eberhard) (ГДР)

## Экипаж при приземлении
- Командир — Ковалёнок, Владимир Васильевич
- Бортинженер — Иванченков, Александр Сергеевич

## Хронология Полёта

### Подготовка станции к приёма ТПК Союз-31
9 июля и 10 августа со орбитальной станцией «Салют-6» были осуществлены две автоматические стыковки грузовых кораблей «Прогресс-2» и «Прогресс-3». Которые доставили топливо, оборудование, аппаратуру и материалы для жизнеобеспечения экипажа и проведения научных исследований и экспериментов.
29 июля В. Ковалёнок и А. Иванченков осуществили второй выход в космическое пространство из станции Салют-6. Они демонтировали и частично заменили научную аппаратуру, установленную на внешней поверхности станции, продолжили испытания скафандров, испытали специальный инструмент. Общее время работы космонавтов в условиях открытого космоса составило 2 часа 05 минут.

### Работа в Космосе
Пуск произошёл 26 августа 1978 года в 14:51:30 с космодрома Байконур в Казахстане. Начиная с первого витка космонавты начали подготовку к стыковке со станцией «Салют-6», а с 2 часов ночи следующих суток В. Быковский и 3. Йен отдыхали. Экипаж «Союза-31» приступил к работе в 11 часов. В сеансе связи с Центром управления полетом, доложили что все бортовые системы корабля работают нормально и экипаж продолжает работы по программе. В 19:37:37 корабль «Союз-31» состыковался с орбитальной станцией. В 22 часа 33 минуты совершился переход на станцию 3. Йен, а за ним и В. Быковского. Йэн и Быковский оставались на станции до 3 сентября 1978 года. И приземлились с помощью возвращаемой капсулы корабля Союз-29
После отделения от орбитальной станции Салют 6, Союз 31 был использован в качестве возвращаемой капсулы для космонавтов Владимира Ковалёнка и Александра Иванченкова.
Капсула Союз 31 приземлилась в 2 ноября 1978 года в 11:04:00. Местом посадки был приблизительно в 180 км на юго-запад от Джезказгана.

### Научные эксперименты[2][3][4]
Во время пребывания корабля Союз-31 в составе станции Салют-6 были проведены следующие эксперименты:

#### Беролина
Состоял из шести опытов. Которые проводились на установках Сплав-01 и Кристалл. Эксперимент заключал плавку и последующее выращивание полупроводниковых кристаллов. Также проводилась последующая кристаллизация бериллиево-фторидного оптического стекла. В последнем опыте изучались условия кристаллизации материалов выделением их из газовой среды.

##### Научная подготовка эксперимента
в научной подготовке эксперимента участвовали:
- Институт электроники Академии наук
- Берлинским Университетом имени А. Гумбольдта
- Центральным институтом физики твердого тела в г. Дрезден
- Завод «Шотт и Ген» предприятия «Карл Цейс Йена» в г. Йена.
- Институт космических исследований АН СССР.

#### Культура ткани
В этом эксперименте измерялись изменения, возникающие на тканевом и клеточном уровнях, и влияние условий космического полета на физиологию и структурную организацию клеток млекопитающих.

##### Научная подготовка эксперимента
- Института молекулярной биологии АН ГДР
- Института медико-биологических проблем Министерства здравоохранения СССР.

#### Рост микроорганизмов
В рамках эксперимента изучались аспекты роста микроорганизмов в космической среде.

##### Научная подготовка эксперимента
- Институте технической химии АН ГДР
- Института медико-биологических проблем Министерства здравоохранения СССР.

#### Репортер
Эксперимент по записи с помощью малоформатной полуавтоматической зеркальной камеры Практика-ЕЕ2.

##### Научная подготовка эксперимента
- Народным предприятием «Пентакон»

#### Метаболизм бактерий
Изучение влияния гравитации на рост бактерий.

##### Научная подготовка эксперимента
- Институтом микробиологии и экспериментальной терапии АН ГДР

#### Радуга-М
Эксперимент Радуга-М являлся продолжением работ по многозональной съемке земной поверхности с целью изучения природных ресурсов Земли, а также по дальнейшей отработке методов космической фотосъемки. На основе анализа фотоснимков проводились исследования биосферы, минеральных и биологических ресурсов.

##### Научная подготовка эксперимента
- Завод «Шотт и Ген» предприятия «Карл Цейс Йена» в г. Йена.

- Институт электроники Академии наук
- Института космических исследований АН СССР
- Государственного научно-исследовательского и производственного центра «Природа»

#### Поляризация
В эксперименте Поляризация решалась задача по визуально-инструментальным исследованиям поляризации солнечного света, рассеянного атмосферой и отраженного Землёй.

#### Биосфера
В эксперименте Биосфера ставилась задача информации с помощью визуально-инструментальных наблюдений о биосфере, изучения динамики долговременных природных процессов, проведения работ в интересах геологии, океанологии и метеорологии.

##### Научная подготовка эксперимента
- Центральный институт физики АН ГДР
- Государственного научно-исследовательского и производственного центра «Природа»

#### Речь
В эксперименте Речь изучались частотные и амплитудно-временные характеристики речи 3. Йена при произношении им по-немецки числа «226».

## СМИ
Запуск космического корабля «Союз-31» является ещё одним ярким примером дальнейшего укрепления братской дружбы и тесного сотрудничества между народами СССР и ГДР. Этот полет знаменует новый важный шаг в последовательной реализации обширного плана сотрудничества братских социалистических стран по программе «Интеркосмос».

— ТАСС 26 августа 1978 года